# Hexatylus viviparus
Hexatylus viviparus is een rondwormensoort. De wetenschappelijke naam van de soort is voor het eerst geldig gepubliceerd in 1926 door Goodey.